# L'Assomption de la Vierge (Véronèse)
Pour les articles homonymes, voir Assomption (homonymie).
L'Assomption de la Vierge – en italien Madonna assunta – est un tableau réalisé par le peintre italien Paul Véronèse en 1580. De format vertical, cette huile sur toile est une peinture chrétienne qui représente Marie entourée d'angelots pendant son Assomption. L'œuvre se trouve depuis 1803 au musée des Beaux-Arts de Dijon, à Dijon, en Côte-d'Or. Elle appartient à la commune depuis 2010, quand l'État lui a transféré sa propriété à titre gratuit.